# Willem Jan Quintus (1778-1839)
Willem Jan Quintus (Groningen, 8 maart 1778 - aldaar, 9 februari 1839) was een Nederlands politicus.

## Leven en werk
Quintus was een zoon van Mr. Justus Datho Quintus en Catharina Johanna Alberda van Ekenstein. Hij studeerde rechten aan de Groninger Hogeschool en promoveerde in 1799 op zijn proefschrift De jure, testamento dandi tutores liberis minorennibus, competente parentibus. Hij vestigde zich na zijn studie als advocaat en notaris in Groningen. Hij trouwde in 1805 met Aleida Sibilla Sara Wichers (1786-1845). 
Quintus was lid van de gemeenteraad, lid van de Provinciale Staten van Groningen (1826-1832) en lid van de Tweede Kamer (1832-1839). Van 1838 tot 1839 was hij daarnaast raadsheer van het provinciaal gerechtshof van Groningen. Hij verkreeg in 1838 het predicaat jonkheer. Hij werd benoemd tot Ridder in de Orde van de Nederlandse Leeuw.
- Biografisch Portaal: 22842015
- International Standard Name Identifier: 0000 0003 9435 838X
- Nederlandse Thesaurus van Auteursnamen: 071508678
- Parlement.com: vg09llsvggd4
- Virtual International Authority File: 288821143
- WorldCat: E39PBJf8rvPKmD6q3kKDw4kYyd